# Ali Daeí
Ali Daeí (persky علی دایی‎, * 21. března 1969, Ardabíl) je bývalý íránský fotbalový útočník a později trenér ázerského původu. Ve 149 reprezentačních zápasech skóroval 109krát. Do 1. září 2021 držel rekord ve vstřelených brankách za reprezentaci, pak jej překonal Cristiano Ronaldo.
S íránskou reprezentací se zúčastnil mistrovství světa ve fotbale 1998 a mistrovství světa ve fotbale 2006, získal bronzové medaile na mistrovství Asie ve fotbale 1996 a mistrovství Asie ve fotbale 2004 a vyhrál Asijské hry 1998. Stal se íránským mistrem v roce 1996 a mistrem Německa za rok 1999, kdy navíc s Bayernem hrál ve finále Ligy mistrů. V roce 1999 byl zvolen nejlepším fotbalistou Asie.
Po ukončení aktivní kariéry se stal trenérem, vedl např. íránskou fotbalovou reprezentaci nebo tým Persepolis FC.